# Dolichoderus tridentanodus
Dolichoderus tridentanodus is een mierensoort uit de onderfamilie van de Dolichoderinae. De wetenschappelijke naam van de soort is voor het eerst geldig gepubliceerd in 2012 door Ortega-De Santiago & Vásquez-Bolaños.